# Consiglio regionale dell'Aquitania
Il Consiglio regionale dell'Aquitania (in francese Conseil régional de Aquitaine) è stata l'assemblea deliberativa della regione francese dell'Aquitania fino al 31 dicembre 2015, in seguito all'accorpamento della regione con il Poitou-Charentes e il Limosino per formare la nuova regione Nuova Aquitania.
Era composto da 85 membri e aveva sede presso l'Hôtel de région situato al 14 di rue François de Sourdis a Bordeaux (quartiere Mériadeck, vicino al cimitero della Chartreuse, servito dalla stazione del tram St-Bruno-Hôtel de Région).
Il suo ultimo presidente è stato Alain Rousset (PS) eletto il 20 marzo 1998.